# Paul Hansma

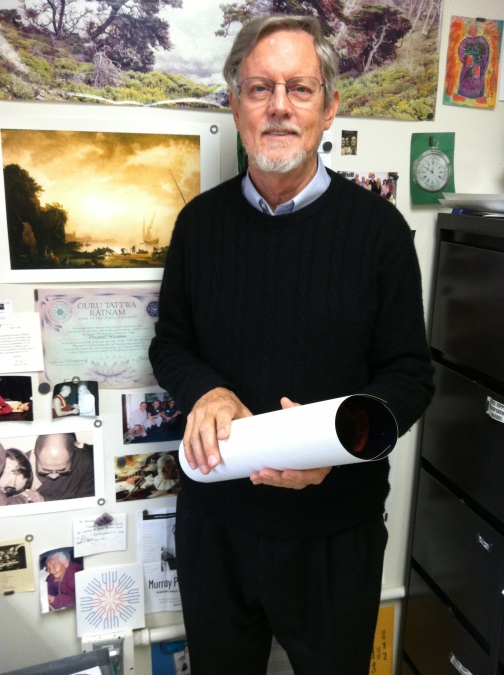
Paul Hansma (2012)

Paul Kenneth Hansma (auch Paul Hansma oder Paul K. Hansma) (* 28. April 1946 in Salt Lake City) ist ein US-amerikanischer Physiker und Erfinder an der University of California, Santa Barbara.
Hansma erhielt den B.A. am New College in Sarasota und den M.A. sowie den Ph.D. an der University of California. Er kam 1972 als Assistenzprofessor an das Physics Department der UCSB. 1976 wurde er dort Associate Professor und schließlich 1980 Professor. Er entwickelte mit Hermann Gaub die Rasterkraftmikroskopie weiter. Erfindungen hat er in den Gebieten des Rastertunnelmikroskops und des Rasterkraftmikroskops gemacht. Hasma ist Miterfinder von medizinischen Instrumenten im Bereich der Nanoindentierung.
Er hat mehr als 350 Peer-Review-Fachartikel veröffentlicht.

## Auszeichnungen
- 1964  Presidential Scholar (presented by President Johnson)
- 1975–77 Alfred P. Sloan Foundation Fellowship
- 1983  Professor of the Year, University of California, Santa Barbara
- 1988  Distinguished Teaching Award, University of California, Santa Barbara
- 1989  Fellow der American Physical Society
- 1990  Fellow der American Association for the Advancement of Science[2]
- 1993 Max-Planck-Forschungspreis, gemeinsam mit Hermann Gaub
- 2000 Max Delbruck Prize[3]